# Levosulpirid
Levosulpirid je supstituisani benzamidni antipsihotik. On je selektivni antagonist dopaminskog D2 receptora u centralom i perifernom nervnom sistemu. On je atipični neuroleptik i prokinetički agens. Levosulpirid takođe ima svojtvo poboljšavanja raspoloženja. Levosulpirid se koristi u tretmanu psihoze, posebno negativnih simptoma šizofrenije, anksioznih poremećaja, distimije, vrtoglavice, dispepsije, sindroma iritabilnih creva i prerane ejakulacije.
Hemijski, on je (S)-enantiomer sulpirida.

## Nuspojave
Nuspojave levosulpirida obuhvataju amenoreju, ginekomastiju, galaktoreju, promene libida, i neuroleptički malignani sindrom.

## Mehaniza dejstva
U kontrastu sa većinom drugih neuroleptika koji blokiraju dopaminske D1 i D2 receptore, sulpirid je selektivniji i deluje prvenstveno kao antagonist dopaminskog D2 receptora. Sulpirid nije aktivan na norepinefrinskim, acetilholinskim, serotoninskim, histaminskim, i GABA receptorima.

## Spoljašnje veze
|  | Molimo Vas, obratite pažnju na važno upozorenje u vezi sa temama iz oblasti medicine (zdravlja). |